# В'язинка (Молодечненський район)
В'я́зинка (біл. Вя́зынка) — село у Молодечненському району Мінської області Білорусі, на річці В'язинка, за 40 км від міста Молодечно і за 38 км від Мінська.
З 1972 року Купаловський меморіальний заповідник «В'язинка», на території якого знаходиться будинок, де народився Янка Купала, пам'ятник поету роботи скульптора 3. І. Азгура, сад. У будинку поета знаходиться філіал літературного музею Янки Купали у Мінську.